# Тазиев, Гарун
Гарун Тазиев (тат. Harun Taciev, Һарун Таҗиев, фр. Haroun Tazieff; 11 мая 1914 — 2 февраля 1998) — бельгийский и французский геолог и вулканолог, участник французского Сопротивления в годы Второй мировой войны, автор книг и фильмов о вулканах. Основатель Международного института вулканологии на Сицилии, Италия.
Исследования Гаруна Тазиева в значительной мере повлияли на развитие в XX веке вулканологии и её утверждении как самостоятельной научной дисциплины, имеющей большое значение в теории и практике. Гаруна Тазиева заслуженно называют одним из пионеров вулканологии.

## Биография

### Родители. Ранние годы
Гарун Тазиев родился в 1914 году в Варшаве, в то время — городе Российской империи. Его отец, Сабир Тазиев, служил врачом в русской армии и погиб в Первую мировую войну.
Об отце известно крайне мало. Сабир Тазиев родился в Самарканде в 1885 году в татарской семье княжеского рода. По профессии врач, образование получил в Европе. Погиб при наступлении немцев в Польше. Гарун Тазиев переписывался с его братом Махмудом Таджиевым, жившим в Самарканде и в 1971 году при визите в СССР даже встречался со своими родственниками.
В 2009 году в журнале «Агидель» появилась статья, автор которой утверждает, что отцом Гаруна является Фаттах Тазиев, находившийся в немецком плену на территории Польши во время Первой мировой войны, после войны вернулся на родину, в деревню Исламбахты Ермекеевского района Башкирской АР.
О матери Гаруна Тазиева — Зените Ильясовне Клупт, уроженке Польши, также известно мало. Она дочь зажиточного крестьянина татарского происхождения. Во Франции вторично вышла замуж. О ней упоминает Зинаида Шаховская в своих воспоминаниях в связи с Пушкинскими мероприятиями 1937 года: «…над переводами стихов потрудились, кроме Роберта Вивье и его жены (российской татарки, матери известного теперь вулканолога Гаруна Тазиева)…»
Родители познакомились и поженились в 1906 году, когда оба были студентами в Брюсселе. Позже они приехали в Варшаву. Здесь родился их первый сын Сальватор, который умер в двухмесячном возрасте. Гарун был вторым сыном в семье Тазиевых и первые годы жил в Польше с матерью.

### В эмиграции
После Октябрьской революции Гарун Тазиев оказался в эмиграции. В 1917 году (по другим данным, в 1921 году) Гарун Тазиев с матерью эмигрировал в Бельгию и там жил на положении беженца без гражданства, и только в 1936 году получил бельгийское гражданство. В это время он учился на геолога в Льежском университете и одновременно на агронома в Gembloux. В 1938 году получил диплом агронома.
С началом Второй мировой войны образование пришлось прервать и только в 1944 году он получил диплом геолога. Во время войны Гарун Тазиев принимал активное участие в движении Сопротивления.
После окончания войны работал во французских колониях в должности геолога на оловянных рудниках в провинции Катанга в Бельгийском Конго в Африке.

### Занятия вулканологией
В 1948 году наблюдал извержение африканского вулкана Китуро, что определило его дальнейшие интересы. Вулканология стала его занятием на всю оставшуюся жизнь.
В 1957 году стал доцентом в Брюссельском университете и возглавил Национальный центр вулканологии.
В 1958 году стал доцентом Парижского факультета естественных наук и директором по вулканологии Парижского института физики Земли. Тазиев совершил множество исследований вулканов в различных местах планеты: Этна, Стромболи, Эребус, Долина десяти тысяч дымов на Аляске, Суфриер на Гваделупе, Мон-Пеле на Мартинике и других. Одновременно с научными работами, занимался фото и киносьемками вулканов, а также описанием экспедиций в статьях и книгах.
С 1984 по 1986 был государственным секретарем при премьер-министре Франции, ответственным за предупреждение главных технологических и природных опасностей. Президент Высшего Комитета вулканических опасностей с 1988 по 1995, и член Общества Philomatique и Explorer клуба в Нью-Йорке, США.
В 1990-е годы Гарун Тазиев активно выступал против экологической паранойи и псевдоприродоохранных афер. Он сделал резкие заявления относительно опасности так называемых «озоновых дыр»:

«Все дело в том, что крупные химические компании хотели бы сохранить свою монополию на рынке. После того как хлорфторуглероды на протяжении полувека были защищены патентами, в ближайшем будущем они должны были стать собственностью государств. Дабы ни с кем не делиться этим пирогом, и решили добиться их запрещения! Ведь это потребует создания каких-то газов-заменителей со сложной технологией производства, а значит, сохранит возможность их выпуска только за крупными компаниями, которые обладают необходимыми технологическими ноу-хау…»
Гарун Тазиев скончался в Париже и был похоронен на кладбище Пасси в парижском квартале Пасси.

## Личная жизнь
Во время Второй мировой войны Гарун Тазиев завел отношения с подругой детства Бетти Лавачери. В августе 1945 года у пары родился внебрачный ребёнок, которого назвали Фредерик.
До встречи с Тазиевым Бетти состояла в официальном браке с Жаном Лавашери, бельгийским офицером, находившимся в плену в Германии до 1945 года. Поэтому мать дала Фредерку фамилию Лавашери.
В 1950 году Тазиев подружился с Полиной де Вайс-Руар д’Эльзиус (1914—1953), у которой был от него ребёнок, которого признал и воспитал бывший муж Полины, Франсуа де Сели Лоншан. Тазиев женился на Полине в 1953 году. Она умерла всего несколько месяцев спустя, страдая от сильного рака.
Тазиев повторно женился в 1958 году на Франс Депьер (умерла в 2006 году). Франс была давней подругой Гаруна; они познакомились ещё в 1939 году во время пребывания в Альпах.

## Наследие
По материалам своих экспедиций Гарун Тазиев создал 48 короткометражных и полнометражных фильмов, стал автором 23 книг и 11 научных трудов и монографий. На русский язык были переведены такие его научно-популярные книги, как «Кратеры в огне», «Вулканы», «Встречи с дьяволом», «Когда дрожит земля», «Запах серы», «Вода и пламень» и другие.

### Издания на русском языке
- Тазиев Г. Кратеры в огне = Craters en feu / Гарун Тазиев; Пер. с франц.. — М.: Географгиз, 1958. — 182 с. — (Путешествия. Приключения. Фантастика). — 40 000 экз. (обл.)
- Тазиев Г. Встречи с дьяволом = Les Rendez-Vous du Diable / Гарун Тазиев; Пер. с франц. В. А. Эпштейна; С предисл. и под ред. Я. М. Света. — М.: Издательство иностранной литературы, 1961. — 104 с. (в пер., суперобл.)
- Тазиев Г. Вулканы = Les Volcans / Гарун Тазиев; Пер. с франц. Н. М. Макаровой. — М.: Издательство иностранной литературы, 1963. — 120 с. (в пер., суперобл.)
- Тазиев Г. Когда земля дрожит = Quand la terre tremble / Гарун Тазиев; Пер. с франц. Е. Краснокутской и П. Гурова; Предисл. и примеч. Н. В. Шебалина. — М.: Мир, 1968. — 252 с. (обл.)
- Тазиев Г. Встречи с дьяволом: (Кратеры а огне. Вода и пламень. Встречи с дьяволом. Этна и вулканологи) / Гарун Тазиев; Пер. с франц.; Послесл. Е. К. Мархинина. — М.: Мысль, 1976. — 384, [24] с. — (XX век: Путешествия, Открытия, Исследования). — 150 000 экз. (в пер., суперобл.)
  - Тазиев Г. Встречи с дьяволом: (Кратеры а огне. Вода и пламень. Встречи с дьяволом. Этна и вулканологи) / Гарун Тазиев; Пер. с франц. А. Соколовой, М. Беленького, В. Эпштейна; Послесл. Е. К. Мархинина. — М.: Терра, 1997. — 384 с. — (Терра инкогнита). — ISBN 5-300-01197-5. (в пер.)
- Тазиев Г. Запах серы / Гарун Тазиев; Пер. с франц.. — М.: Мысль, 1980. — 224 с. — 150 000 экз. (обл.) (Ньирагонго, или запретный вулкан; 25 лет на вулканах мира; Запах серы. Экспедиция в Афар)
- Тазиев Г. На вулканах: Суфриер. Эребус. Этна / Гарун Тазиев; Пер. с франц. М. Исакова и В. Котляра; Под ред. д-ра геол.-мин. наук М. Г. Леонова. — М.: Мир, 1987. — 264 с. — 100 000 экз. (в пер.) (изданные под одной обложкой его книги «Суфриер и другие вулканы» (1978), «Эребус — антарктический вулкан» (1978), «Этна» (1984))

## Фильмография
- Les Rendez-vous du Diable[фр.], 1958—1959.
- Le Volcan interdit[фр.], 1966.
- La Terre, son visage de Jean-Luc Prévost — éd. Société nationale de télévision française, 1984, série Haroun Tazieff raconte sa terre, vol.1.
- La Mécanique de la Terre de Jean-Luc Prévost — éd. Société nationale de télévision française, 1984, série Haroun Tazieff raconte sa terre, vol.2.
- Les Colères de la Terre de Jean-Luc Prévost — éd. Société nationale de télévision française, 1984, série Haroun Tazieff raconte sa terre, vol.3.
- Les Déserts arides de glaces de Jean-Luc Prévost — éd. Société nationale de télévision française, 1984, série Haroun Tazieff raconte sa terre, vol.4.
- Les Eléments naturels qui façonnent le paysage de la Terre de Jean-Luc Prévost — éd. Société nationale de télévision française, série Haroun Tazieff raconte sa terre, vol.5.
- Haroun Tazieff et les volcans de Jean-Luc Prévost — éd. Société nationale de télévision française, 1984, 2 films, série Haroun Tazieff raconte sa terre, vol. 6 et 7.
- Volcans d’Europe et de France — éd. Radio-France, 1984, série Haroun Tazieff raconte sa terre, vol.8.
- Retour à Samarkand — 1991 (série télévisée)

## Память
- Тазиевит[фр.] — горная порода, минерал, получивший название в честь Гаруна Тазиева
- 8446 Tazieff — астероид, получивший название в честь Гаруна Тазиева